# Mounir Boukadida
Mounir Boukadida (24 de outubro de 1967) é um ex-futebolista profissional tunisiano, defensor, disputou a Copa do Mundo de 1998.